# La Zauda
La Zauda är en ort i Mexiko.   Den ligger i kommunen La Huacana och delstaten Michoacán de Ocampo, i den södra delen av landet, 290 km väster om huvudstaden Mexico City. La Zauda ligger 912 meter över havet och antalet invånare är 263.
Terrängen runt La Zauda är lite bergig. Runt La Zauda är det glesbefolkat, med 16 invånare per kvadratkilometer. Närmaste större samhälle är La Huacana, 7,0 km söder om La Zauda. I omgivningarna runt La Zauda växer huvudsakligen savannskog.